# Matias Faldbakken
Matias Faldbakken (født 1973 i Hobro, Danmark) er en norsk kunstner og forfatter. Han er søn af forfatteren Knut Faldbakken.
Hans debutroman fra 2001 The Cocka Hola Company, er første del af hans Skandinaviske Misantropi Trilogi. To år senere udgav han Macht und Rebel, efterfulgt af Unfun fra 2008. Alle tre romaner er udgivet under pseudonymet Abo Rasul.